# Robert Benton
Robert Douglas Benton (Waxahachie (Texas), 29 september 1932 – Manhattan (New York), 11 mei 2025) was een Amerikaans filmregisseur en scenarioschrijver.

## Levensloop
Benton was geboren als zoon van Ellery Douglas Benton en Dorothy Spaulding. Hij volgde onderwijs op de Universiteit van Texas in Austin en op de Columbia-universiteit. Benton had een succesvolle carrière opgebouwd met het regisseren van films en het schrijven van scenario's. Hij won verschillende prijzen voor zowel het regisseren als schrijven van films.
Benton overleed op 11 mei 2025 op 92-jarige leeftijd.

## Filmografie

### Regie
- 1972: Bad Company
- 1977: The Late Show
- 1979: Kramer vs. Kramer
- 1982: Still of the Night
- 1984: Places in the Heart
- 1987: Nadine
- 1991: Billy Bathgate
- 1994: Nobody's Fool
- 1998: Twilight
- 2003: The Human Stain
- 2007: Feast of Love

### Schrijver
- 1966 - It's a Bird, It's a Plane, It's Superman (regie Charles Strouse)
- 1967 - Bonnie and Clyde (regie Arthur Penn)
- 1970 - There Was a Crooked Man... (regie Joseph L. Mankiewicz)
- 1972 - What's Up, Doc? (regie Peter Bogdanovich)
- 1972 - Oh! Calcutta!, aandeel (regie Jacques Levy)
- 1972 - Bad Company
- 1977 - The Late Show
- 1978 - Superman (regie Richard Donner)
- 1979 - Kramer vs. Kramer
- 1982 - Still of the Night
- 1984 - Places in the Heart
- 1987 - Nadine
- 1994 - Nobody's Fool
- 1998 - Twilight
- 2005 - Ice Harvest (regie Harold Ramis)

## Prijzen

### Oscars
- beste scenario: Places in the Heart
- beste scenario: Kramer vs. Kramer
- beste regie: Kramer vs. Kramer